# Caso Macastre
Se conoce como caso Macastre o crímenes de Macastre a la desaparición y posterior muerte de los adolescentes Rosario Isabel Gayete Muedra, Francisco Valeriano Flores Sánchez y Pilar Ruiz Barriga en la noche del 14 al 15 de enero de 1989. Los cadáveres de Rosario y Francisco aparecieron en una caseta de la partida de Cuerna, en la localidad valenciana de Macastre, y el de Pilar en un canal de riego del aledaño municipio de Turís. Nunca se pudo dar con los culpables del crimen ni esclarecerlo en su totalidad.

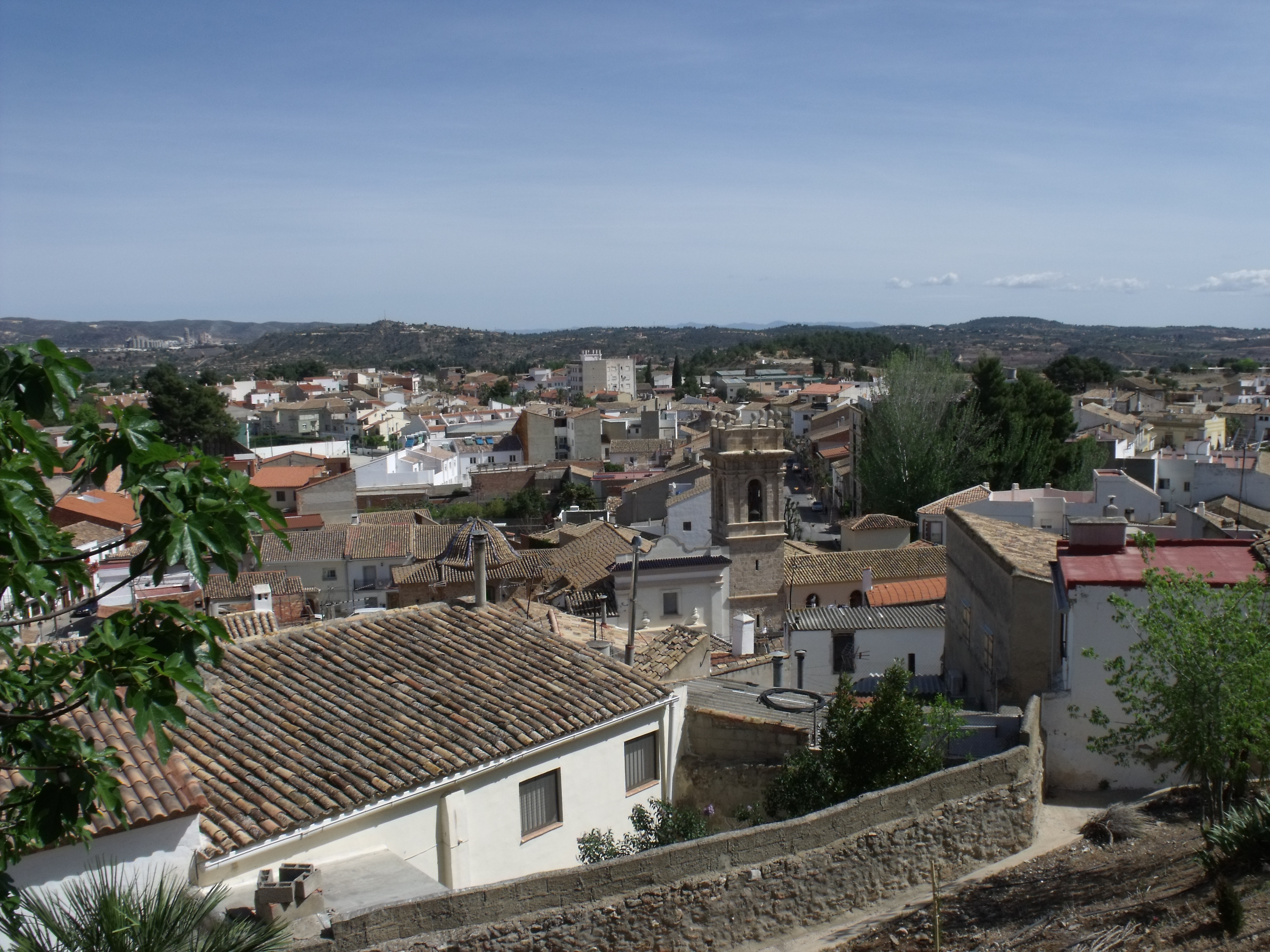
Vista de Macastre desde el castillo

## Contexto
Francisco Valeriano Flores Sánchez, de 14 años, su novia Rosario Isabel Gayete Muedra, de 15, y su amiga Pilar Ruiz Barriga, también de 15 años, pertenecían a familias humildes y desestructuradas de Burjassot, en Valencia.
Frecuentaban el parque de Camales, en Benimamet, donde se dedicaban a consumir drogas, principalmente a inhalar benzol, conocido como "la droga de los pobres", aunque Francisco también había experimentado con la cocaína y, ocasionalmente, con la heroína. El joven contaba con antecedentes penales por pequeños robos y se encontraba internado en el reformatorio de Godella, de donde salía de permiso algunos fines de semana.
El padre de Pilar era natural de Catadau, y los adolescentes se habían trasladado allí en varias ocasiones para acampar. El 14 de enero de 1989 los tres amigos partieron a esa localidad en autobús. Según el testimonio de Antonio Gayete, hermano de Rosario, su padre había discutido con ella ese mismo día porque se había llevado algunas joyas de casa.

## Hechos
El 19 de enero un agricultor que se encontraba en la partida de Cuerna, en el término municipal de Macastre, descubrió dentro de su caseta de labranza el cuerpo sin vida de Rosario que yacía sobre una cama, sin aparentes signos de violencia y con la cremallera de los pantalones parcialmente bajada. Tras avisar a la Guardia Civil, el análisis forense descubrió sangre en la zona genital y un líquido blancuzco que aparentaba ser semen, aunque este extremo nunca fue aclarado cuando la sustancia fue analizada en varios laboratorios. La autopsia no pudo determinar la causa de la muerte, destacando que no se observaban signos de violencia en el cuerpo, por lo que especuló que fue por una sobredosis.
El 8 de abril, 77 días después, un agricultor que buscaba espárragos encontraba el cuerpo de Francisco entre los arbustos en un terraplén a escasos 400 metros de la casa donde había aparecido Rosario. El cadáver yacía boca abajo, sobre un plástico y junto a una vela partida en dos, idéntica a otras encontradas en la caseta. En las proximidades se halló también un pico con pelos pelirrojos de origen animal adheridos. De nuevo, la autopsia no pudo esclarecer la causa de la muerte.

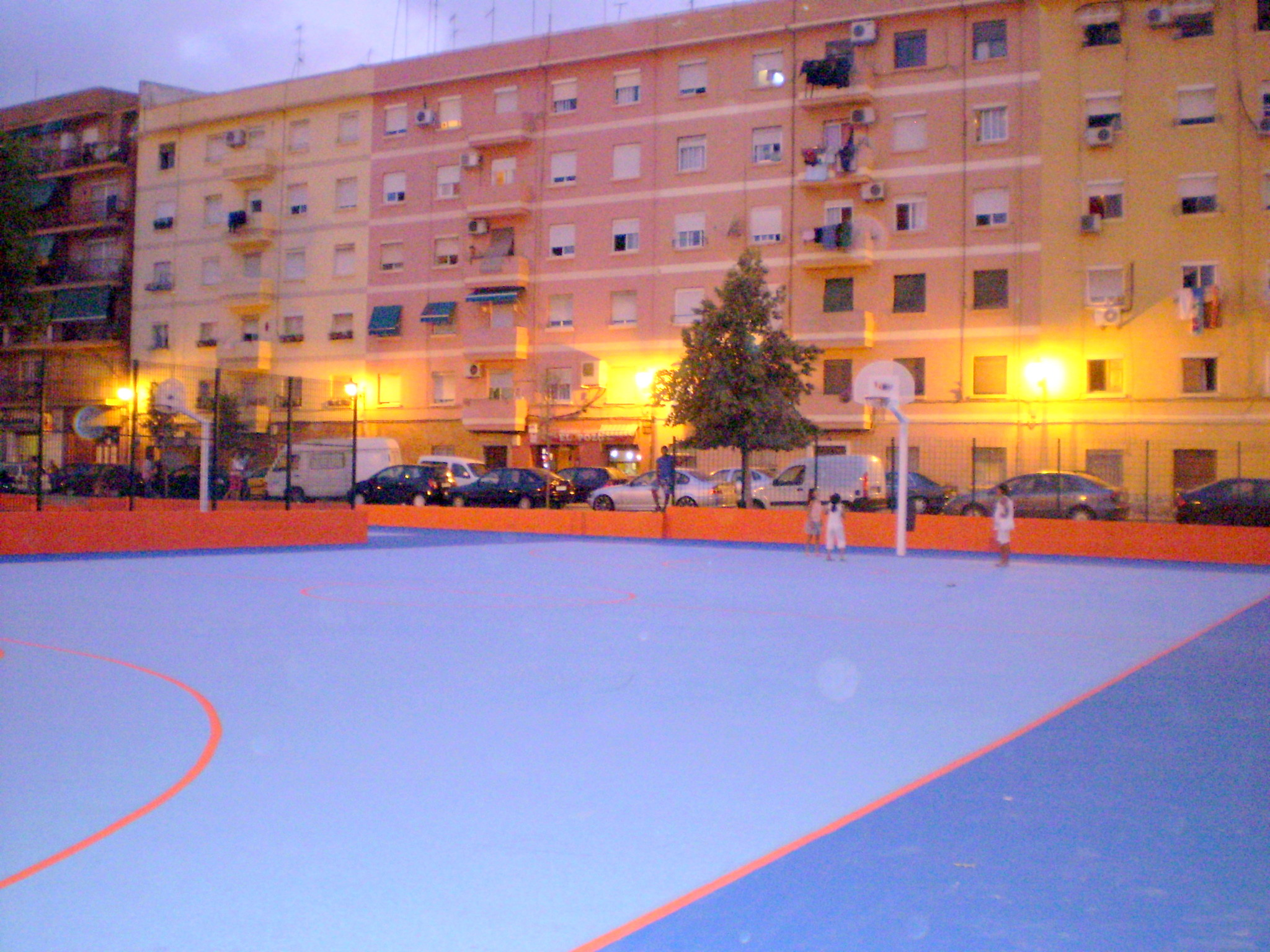
Parque Camales en Benimámet, lugar de reunión de las víctimas.

El 26 de mayo, unos niños que jugaban cerca de un canal de riego en la partida Calahuet de Turís, zona de difícil acceso, encontraron el cadáver en descomposición de Pilar. Al contrario que los cuerpos de sus amigos, presentaba evidentes signos de violencia. Le faltaba la mano izquierda y el pie derecho. La autopsia aclaró que el pie había sido seccionado con una motosierra y el rostro presentaba numerosas mutilaciones. El 27 de enero una ciudadana había encontrado en la calle Alcácer de Valencia un pie seccionado envuelto en papel de periódico, que los investigadores conectaron sin ningún género de dudas a Pilar.

## Investigación y sospechosos
Una fuente anónima afirmó que el 14 de enero se había visto a las chicas en el Bar Catadau, situado en la misma población a la que da nombre el establecimiento. Mientras Pilar conversaba con la dueña, Rosario charlaba con un hombre de mediana edad que la invitó a un refresco. La Guardia Civil pudo averiguar la identidad del sospechoso, conocido en el pueblo como “Miguelo”, de profesión jornalero y carácter solitario.
Pese a que en un primer momento se negó a declarar, fue trasladado a la fuerza al juzgado donde reconoció que conocía a los adolescentes, ya que vivían en una casa en ruinas cerca de su domicilio, aunque negó categóricamente que hubiera invitado a nada a las chicas. Sin pruebas concluyentes que lo conectasen al lugar de los hechos, no se procedió a su imputación.
El 6 de mayo, una llamada anónima al 'teléfono de la droga' alertaba sobre la localización del cadáver de Pilar y denunciaba que el responsable de su muerte era un drogadicto de Valencia conocido como "Wichita". Interrogado por la policía, el toxicómano negó toda participación en los hechos, aunque reconoció que conocía Macastre, pero que no había ido a la zona desde 1973. La policía entendió que alguien quería atribuirle el crimen. Sin embargo, no se hizo ninguna investigación sobre el lugar donde se afirmaba que estaba el cuerpo de Pilar.
Ante la falta de nuevos datos, la investigación se cerró sin hallar culpables.

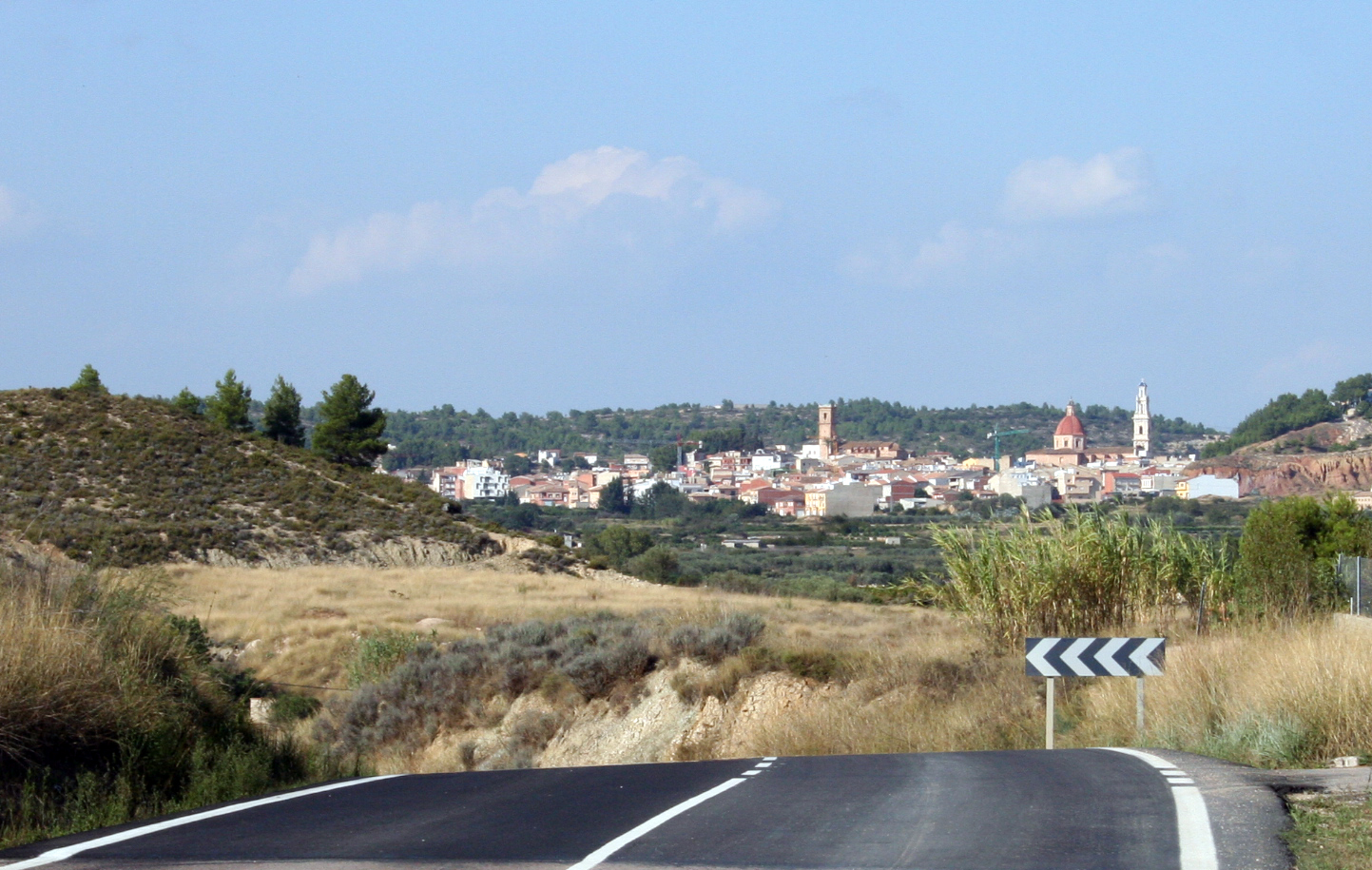
Vista de Turís

Probablemente debido a la baja extracción social y condición de toxicómanos de las víctimas, en su momento recibió escasa atención mediática pero varios años después, los medios de comunicación especularon con una posible relación entre el caso Alcácer y el crimen de Macastre. 
En ambos casos el número de víctimas y sus edades eran similares y se enfatizó que el pie de Pilar apareció en la calle Alcácer de Valencia el 27 de enero de 1989, exactamente cuatro meses antes del descubrimiento del cadáver de la niña. Durante el juicio, se le preguntó a Miguel Ricart si tenía relación con el caso y si había sido conducido a la zona por la Guardia Civil durante la búsqueda de Antonio Anglés. Ricart negó vehementemente toda relación con el crimen. También se destacó que el bar de Catadau donde fueron vistas Pilar y Rosario por última vez el 14 de enero de 1989 fue el mismo al que acudió Ricart a comprar bocadillos la noche de los asesinatos el 13 de noviembre de 1992.